# Live in St. Louis
Лајв ин Сент Луис (енгл. Live in St. Louis, срп. Уживо у Сент Луису) други је уживо албум рок групе Забрањено пушење, објављен 22. марта 2004. године у издањима загребачког Менарта, сарајевског Интакт рекордса и београдског Маскома. Све песме су снимљене на концерту у клубу у Сент Луису, Мисури, 26. маја 2002. године, за време северноамеричке турнеје Забрањеног пушења.
Са албума су реализована два сингла: "Посљедња оаза (Фикрета)" и "Зеница блуз".

## Позадина
У оквиру турнеје за албум Бог вози Мерцедес у мају 2002. године, бенд је отишао у Канаду и Сједињене Државе. Имали су концерте у Торонту, Шарлоту, Северној Каролини, Чикагу, Њујорку и Сент Луису.

## Списак песама
Референца: Discogs
| №               | Назив                       | Албум                              | Трајање |  |
| 1.              | Док чекаш сабах са шејтаном | Док чекаш сабах са шејтаном, 1985. | 7:51    |  |
| 2.              | Пишоња и Жуга у паклу дроге | Мале приче о великој љубави, 1989. | 5:01    |  |
| 3.              | Хаџија или бос              | Поздрав из земље Сафари, 1987.     | 4:11    |  |
| 4.              | Селена, врати се, Селена    | Дас ист Валтер, 1984.              | 4:42    |  |
| 5.              | Можеш имат' моје тијело     | Филџан вишка, 1997.                | 4:49    |  |
| 6.              | Зеница блуз                 | Дас ист Валтер                     | 4:31    |  |
| 7.              | Тест за џенет               | Филџан вишка                       | 4:49    |  |
| 8.              | Југо 45                     | Агент тајне силе, 1999.            | 5:01    |  |
| 9.              | Посљедња оаза (Фикрета)     | Поздрав из земље Сафари            | 4:04    |  |
| 10.             | Лијепа Алма                 | Бог вози Мерцедес, 2001.           | 3:52    |  |
| 11.             | Кањон Дрине                 | Мале приче о великој љубави        | 5:23    |  |
| 12.             | Пос'о, кућа, биртија        | Агент тајне силе                   | 5:23    |  |
| 13.             | Филџан вишка                | Филџан вишка                       | 5:38    |  |
| Укупно трајање: | Укупно трајање:             | Укупно трајање:                    | 64:20   |  |

## Извођачи и сарадници
Пренето са омота албума.
| Забрањено пушење - Давор Сучић – први вокал, гитара - Драгомир Херендић – електрична гитара, пратећи вокал - Предраг Бобић – бас-гитара, пратећи вокал - Бранко Трајков – бубњеви - Бруно Урлић – виолина, клавијатуре, пратећи вокал Гостујући музичар - Албин Јарић "Џими Раста" – удараљке | Продукција - Давор Сучић – продукција - Зоран Швигир – мастеринг, миксање (Студио Шишмиш у Великој Горици, Хрватска) - Дарио Витез – извршна продукција, водитељ турнеје - Марк Бурис – снимање - Драгомир Херендић "Драгиани" – снимање, миксање - Дијана Грот – организација турнеје Дизајн - Дарио Витез – дизајн - Саша Миџор Сучић – фотографија - Бранко Трајков – фотографија |

## Пријем
Албум је добио позитивне критике. Жељко Драшчић  дао је албуму позитивну рецензију, али је имао неке недоумице око коначног одабира песама.